# Downeshelea leei
Downeshelea leei är en tvåvingeart som först beskrevs av Debenham 1972.  Downeshelea leei ingår i släktet Downeshelea och familjen svidknott. Inga underarter finns listade i Catalogue of Life.